# When in Rome (película de 2002)
When in Rome (Un verano en Roma en Hispanoamérica) es una película estadounidense de comedia del año 2002 protagonizada por las reconocidas gemelas Mary-Kate y Ashley Olsen.

## Trama
Las mellizas Leila (Ashley) y Charli (Mary-Kate) Hunter van a Roma para participar en un programa de pasantías de verano junto con otras cuatro personas, Paolo, Nobu, Dari y Heidi. Después de que comienzan, las hermanas son despedidas pronto debido a percances descuidados. Pronto se encuentran con Derek Hammond, quien los vuelve a contratar. Pasan el día en la casa de Hammond, donde Leila conoce al chico malo Ryan, que es el sobrino de Derek. Leila y Ryan desarrollan un gusto mutuo. De vuelta en el trabajo, las chicas están entendiendo más el concepto de ser responsables y, durante toda la dura experiencia, se hacen muy buenas amigas con las otras internas, Charli y Paolo desarrollan sentimientos el uno por el otro. Cuando los internos tenían que entregar algunos diseños para una sesión fotográfica, el Sr. Tortoni los saboteaba robando los vestidos. Leila, con la ayuda de Ryan, captura imágenes de esto y se las entrega a Derek. Todos ayudan a hacer vestidos nuevos, usando los diseños de Charlie antes del gran día. Al final, la sesión de fotos va bien y Tortoni vuelve a contratar. Derek viene con la policía para arrestarlo, y se descubre que Tortoni siempre estuvo celoso de tener todo, el dinero y la niña (Jamie). La película se cierra con Jamie y Derek y Charli y Paolo besándose. Ryan intenta besar a Leila, pero ella le dice que está bien con solo un abrazo. Derek decide llevar a todos los internos a Nueva York con él, que era el objetivo de todos ellos al principio.

## Reparto
- Mary-Kate Olsen como Charlotte Hunter.
- Ashley Olsen como Leila Hunter.
- Michelangelo Tommaso como Paolo.
- Derek Lee Nixon como Ryan.
- Leslie Danon como Jamie.
- Julian Stone como Derek Hammond.
- Archie Kao como Nobu.
- Ilenia Lazzarin como Dari.
- Valentina Mattolini como Heidi.
- Matt Patresi como Sr. Enrico Tortoni.